# Гутенбург
Гутенбург (нем. Gutenburg BE) — населённый пункт в Швейцарии, в кантоне Берн. 
Входит в состав округа Обераргау. До 2006 года имел статус коммуны, с 1 января 2007 года находится в составе коммуны Мадисвиль. Население составляет 119 человек (на 31 декабря 2005 года). Официальный код — 0327.

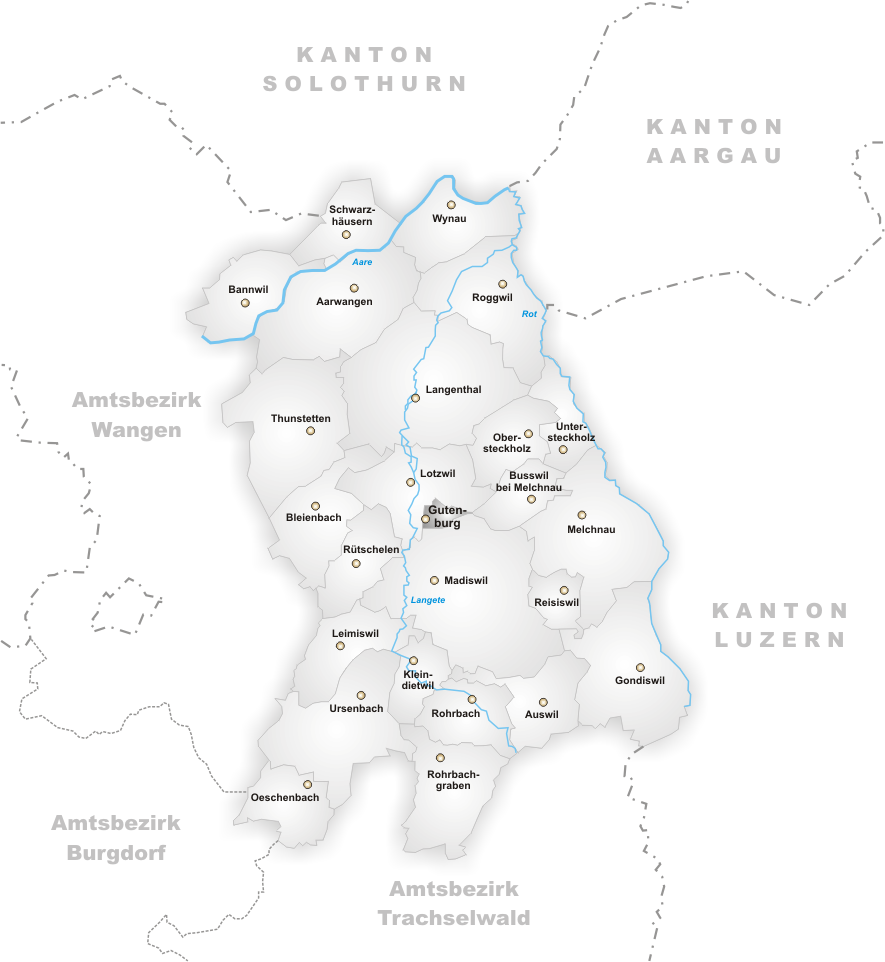
Гутенбург